# Wenxing (socken i Kina, Yunnan)
Wenxing är en socken i Kina. Den ligger i provinsen Yunnan, i den sydvästra delen av landet, omkring 240 kilometer nordost om provinshuvudstaden Kunming. Antalet invånare är 48 949. Befolkningen består av 22 867 kvinnor och 26 082 män. Barn under 15 år utgör 27,0 %, vuxna 15-64 år 64 %, och äldre över 65 år 7,0 %.
Genomsnittlig årsnederbörd är 1 417 millimeter. Den regnigaste månaden är juni, med i genomsnitt 301 mm nederbörd, och den torraste är januari, med 15 mm nederbörd.